# 伪哈尔滨市长官邸旧址
伪哈尔滨市长官邸旧址是黑龙江省哈尔滨市的一座历史建筑，位于道里区红霞街99号。

## 历史
该建筑建于1902年。原为美国侨民的花园住宅，属于折衷主义建筑风格，具有浪漫主义特征，立面造型丰富，东面设有塔楼。日满时期为哈尔滨市长官邸。1949年为苏联侨民会幼稚园。1962年改名为红霞幼儿园。2007年9月30日，成为哈尔滨市文物保护单位。